# Neosimmondsia esakii
Neosimmondsia esakii är en insektsart som beskrevs av Takahashi 1939. Neosimmondsia esakii ingår i släktet Neosimmondsia och familjen ullsköldlöss. Inga underarter finns listade i Catalogue of Life.